# Pirithoicus
Pirithoicus is een geslacht van rechtvleugeligen uit de familie veldsprinkhanen (Acrididae). De wetenschappelijke naam van dit geslacht is voor het eerst geldig gepubliceerd in 1940 door Uvarov.

## Soorten
Het geslacht Pirithoicus  is monotypisch en omvat slechts de volgende soort:
- Pirithoicus ramachendrai (Bolívar, 1917)